# Паша Неккерманн
Паша Неккерманн (настоящее имя — Павел Кулаков) (18 декабря 1961 года, Красноярский край) — певец, гитарист, автор песен и аранжировщик, лидер групп «Брильянты от Неккерманна» и «Деньги».

## Биография

### «Бриллианты от Неккермана»
Паша Неккерманн (Павел Кулаков, Неккерманн — прозвище в среде андеграунда и сценическое имя) в 1985 году перебрался в Санкт-Петербург из Москвы, в которой он руководил студенческой рок-группой «Не курить!» Московского кооперативного института . Осенью он был принят в качестве вокалиста в группу «Соседи» (позже «Опасные соседи»), игравшей тогда «новую волну», однако через несколько месяцев на почве возросшей творческой конкуренции покинул группу. Зимой 1985/86 он начинает собирать группу «Алмазная Брошь N», ориентированную на музыку соул и фанк, через репетиционный отсев проходит большое количество участников. Название меняется на «Бриллианты от Неккерманна» (позднее — «Брильянты от Неккерманна»), и через год состав становится стабильным: Паша Неккерманн) — гитара, вокал, Игорь Ефимов — бас, Александр Коновалов — саксофон, Михаил Синдаловский — перкуссия, барабанщик Дмитрий Торопов, экс-пианист «Соседей» Алексей Михайлов, Ольга Пакунова и Лиза Василькова — бэк-вокал.
В апреле 1988-го группа была принята в Ленинградский Рок-клуб, и тем же летом «Брильянты от Неккерманна» приняли участие в VI фестивале Рок-клуба на Зимнем стадионе.
Неудовлетворенность качеством звука заставили Неккерманна изменить состав группы: добавился гитарист Юрий Старостин, вместо Ефимова на басу стал играть Игорь Клементьев, Коновалова, который ушёл в армию, заменил Сергей Веренцов, а Алексея Михайлова — клавишник Владислав Шапиро. Весной 1989-го Торопов ушёл, через пробы в «Брильянтах» без успеха проходит большое количество барабанщиков, следующий год «Брильянтам» приходится играть под ритм-бокс.
В том же году «Брильянты от Неккерманна» записали в студии «Ленфильм» дебютный альбом «Танцы над городом». Начинается активная гастрольная деятельность, главным образом по прибалтийским республикам, в Москве Брильянты приняли участие в фестивале «Сырок». В декабре 1989 года за барабанами появился Сергей Бардиж, вскоре его сменил Сергей Покровский, ставший постоянным участником «Брильянтов» и впоследствии «Денег». Синдаловский ушёл барабанщиком в «Два самолета», а Веренцов в июле 1990-го уступил место вернувшемуся из армии Коновалову. В августе того же года «Брильянты от Неккерманна» вместе с группой «Вино» представляли Питер на международном рок-фестивале «Liepajas Dzintars» в Латвии, и стали его лауреатами, получив приз за самую оригинальную музыку. Также летом на «Ленфильме» был записан альбом «Бумажка от конфеты» (другое название — «Нельсон Мандела»), в котором наметился переход от фанка, блюза и джаза к стилю «world music».
В 1990 году две песни из альбома "«Танцы над городом» были включены в один из дисков «Мелодии» сигнальной серии Рок-клуба; тогда же начинается сотрудничество с композитором Виктором Резниковым, он помогает снять несколько клипов на Ленинградском ТВ: «Колыбельная», «Старая пластинка», «Кирпич», «Я протестую», «Рационализатор». В июле «Брильянты» наряду с «Аукцыоном» получают приглашение Севы Новгородцева выступить на концерте в честь его 50-летия в ЛДМ. В это время в группе эпизодически появляется басист Олег Пичуркин, одновременно участвующий в группе «Союз» Алексея Романова. В октябре группа с успехом выступает на всесоюзном фестивале в Ростове-на-Дону «Формула-9» с участием таких групп, как «Чайф», «Алиса», «Ария», где получает признание за профессиональный звук и нестандартную музыку. Однако из-за разногласий музыкантов с Владиславом Шапиро, выступавшего в роли продюсера, «Брильянты от Неккерманна» осенью 1991 распадаются.
В 1992 году «Мелодия» выпустила альбом «Танцы над городом», в который по прихоти редактора не был включен главный номер — «Колыбельная», известный по ротации клипа на ТВ. Альбом получает приз минского журнала «Парус» как «Лучший рок-альбом года».

### «Деньги»
В 1993 году Паша Неккерманн собрал новую группу, назвав её «Деньги», в звуке которой стал преобладать ритм-энд-блюз и фолк-рок. В её состав вошли Юрий Старостин — гитара; Игорь Клементьев — бас, Сергей Покровский, барабаны. В том же году они пишут в Независимой студии на Фонтанке новый альбом, признают его качество неудачным, и переписывают его в студии «ПетроМикс» Ленинградского института киноинженеров . В этой записи Клементьева на бас-гитаре сменяет Олег Дегтярёв, также принимают участие гитарист хеви-метал группы «Фронт» Борис Вильчик, сессионный барабанщик Дмитрий Евдомаха («Савояры», «Форвард», ДДТ и др.), певица Анна Вавилова на бэк-вокале, известный джазовый гитарист Виктор Матвеев как саунд-продюсер. Осенью 1993 года компания «Cobweb Records» выпускает альбом на виниловом носителе. «Деньги» гастролируют в Прибалтике и дают концерты в Петербурге, но к 1995 году прекращают деятельность.
В этом году Неккерманн возвращается в Москву, где возрождает группу «Деньги» в составе: Паша — гитара, вокал, Сергей Московский — бас, Андрей Панкратов — барабаны. В конце 1999 года «Фили Рекордс» выпускает CD «Бедная Лиза», содержащий как переработку старых, так и новые песни стиле ритм-энд-блюз с элементами трип-хопа. Группа до 2002 года концертирует на клубных площадках Москвы и Питера.
В начале 2000-х Неккерманн сотрудничает с группой «ТаТу», находившейся тогда на пике популярности, его песню «Ничья» группа исполняет на концертах в Японии, позже она выйдет в альбоме «Люди Инвалиды». Песню Неккерманна «Все нормально» «ТаТу» также включают в свой репертуар.
В конце 90-х вильнюсский поклонник группы Марк Шлямович организовал выпуск на CD и кассетах компиляции из альбомов «Нельсон Мандела» и «Паша Неккерманн и Деньги», а в 2001 году подразделение «Мистерии Рекордс» «Silver Records» переиздало альбом «Танцы над городом» на CD.
В начале декабря 2018 года в Москве был организован электрический концерт, посвященный 25-летию выхода пластинки «Паша Неккерманн и Деньги», в котором кроме Паши приняли участие Юрий Старостин, Игорь Клементьев и Виктор Матвеев (Санкт-Петербург); Андрей Панкратов и Сергей Московский (Москва).
В ноябре 2022 года в издательстве ГЕОМЕТРИЯ – ГЕОФАК вышел альбом «Бывшим экстремалам» на CD-носителе. Альбом стал первой сольной работой музыканта. Он сочинил музыку и слова, и записал в домашней студии все вокальные партии, все инструменты, в том числе соло гитары и духовых, сэмплы, сделал сведение и мастеринг. 

## Дискография
«Брильянты от Неккерманна»:
- «Танцы над городом» («Мелодия», винил, 1989);
- «Бумажка от конфеты» (другое название — «Нельсон Мандела») (магнитофонный альбом) (1990);
- «Танцы над городом» + бонус («Silver Records», CD, 2001).

«Деньги»:
- «Паша Неккерманн и группа „Деньги“» («Cobweb Records», винил, 1993);
- «Деньги и Бриллианты от Neckermann» (AZBI, CD и кассета, 1996),
- «Бедная Лиза» («Фили Рекордс», CD, 1999).

### Паша Неккерманн
- «Бывшим экстремалам» («Геометрия», CD, 2022)